# Pascal Rupprecht
Pascal Rupprecht (* 25. April 2000 in Bielefeld) ist ein deutscher Dartspieler.

## Karriere
Pascal Rupprecht begann 2021 mit dem Dartspielen. Ein Jahr später spielte er regionale Turniere und unterlag bei einem Turnier der TuS Germania Hohenhorst Gabriel Clemens zweimal ganz knapp. Seitdem spielt Rupprecht für das DT Steinfurt in der DDV-Bundesliga. Im Januar 2023 nahm er dann erstmals an der PDC Qualifying School teil und sicherte sich überraschend eine Tour Card, um somit für die kommenden zwei Jahre auf der PDC Pro Tour teilnehmen zu können. Beim European Darts Grand Prix 2023 gab er sein Debüt auf der European Tour, die im Rahmen der PDC Pro Tour ausgetragen wurde. In der ersten Runde schlug er den Niederländer Christian Kist mit 6:5, bevor er in Runde zwei mit 2:6 an Dave Chisnall scheiterte.